# Stettiner Rasenfreunde
Der SK Stettiner Rasenfreunde war ein deutscher Sportverein aus dem im heutigen Polen gelegenen Stettin.

## Geschichte
Der Verein wurde 1920 gegründet und spielte anfangs im Bezirk Pommern des Baltischen Rasen- und Wintersport-Verbandes. Die Konkurrenz in der eigenen Stadt war jedoch riesig, so dass die Rasenfreunde keine nennenswerten Erfolge verbuchen konnten. Zur Saison 1925/26 gelang der Sprung in die Bezirksklasse Stettin, welche mit Platz 7 abgeschlossen wurde. In der kommenden Spielzeit stieg der Verein wieder ab, aber bereits zur Saison 1928/29 erreichten die Rasenfreunde erneut die oberste Bezirksklasse. Zur Saison 1930/31 wechselte der Bezirk Pommern den Verband und spielte fortan unter dem Verband Brandenburgischer Ballspielvereine. In dieser Saison gelang dem Verein, sich durch einen fünften Platz in der Bezirksliga Stettin für die Pommersche Fußballendrunde zu qualifizieren, die jedoch sieglos auf den letzten Platz abgeschlossen wurde. 1931/32 stieg der Verein aus der Bezirksliga ab. Eine Rückkehr in die Erstklassigkeit gelang auch nach Einführung der Gauliga Pommern nicht mehr.
Nach dem Zweiten Weltkrieg kam Stettin zu Polen. Die Stettiner Rasenfreunde wurden – wie alle übrigen deutschen Vereine und Einrichtungen – zwangsaufgelöst.